# 激进变革
激进变革（西班牙語：Cambio Radical）是哥伦比亚的一个中间偏右保守自由主义政党，成立于1998年。
在2006年议会选举之后，该党在众议院赢得20个席位，在参议院赢得15个席位，成为新国会中最重要的政党之一。它是总统乌里韦在国会中除了民族团结社会党，即“U党”（众议院最大党，参议院第二大党）和保守党之外的主要盟友，也是他多数派的一部分。
该党不断受到刑事或腐败案件的影响。

## 起源
在总统埃内斯托·桑佩尔任期（1994-1998）后，自由党一个派系对党正朝着新的社会民主主义路线感到不满。因此，党内这个更右翼的派系分裂并形成激进变革。然而，它并没有参加1990年代的议会选举或总统选举。

## 乌里韦政府
在2002年哥伦比亚议会选举中，该党在参议院获得两个席位，在众议院中获得七个席位。该党加入了阿尔瓦罗·乌里韦政府的联盟。并投票支持重新选举计划，该计划涉及改变宪法中阻止总统连任第二任期的部分。
2006年是建党以来最好的选举年。他们成为国会第四大政治团体，共当选15名众议员和18名参议员。他们与乌里韦政府保持联盟，并支持他竞选连任。当时的党和参议员领袖赫尔曼·瓦尔加斯成为参议院最活跃的声音之一。

### 分裂
国会中最大的政党（以及乌里韦的新U党）提议修改宪法，允许总统连任第三届。该党分为希望第三个任期并直接连任和反对连任的人。 瓦尔加斯是其中的反对者之一。
尽管第三个任期被最高法院视为违宪，但损害已经造成，那些仍然支持乌里韦的人退出了该党，在2010年议会选举中加入新成立的U党竞选国会。
2010年，该党遭受了重大打击，失去了选票和两院议员（他们失去了七名参议员和两名众议员）。随后，赫尔曼·瓦尔加斯成为2010年总统选举的候选人，在第一轮投票中获得10.11%选票排名第三。随后，该党与第一轮获胜者胡安·曼努埃尔·桑托斯以及自由党和保守党共同制定了“民族团结协议”，将在未来四年内共同发挥作用。